# Ван Биббер, Джеральдина
Джеральдина Ван Биббер (англ. Geraldine Van Bibber; род. 3 июля 1951, Доусон, Юкон) — канадский политик, комиссар Юкона в 2005—2010 годы.
Ван Биббер — бывший член Первой нации Гвичин. Она также занимала пост ректора Юконского колледжа и  администратора Юкона.
Ранее Ван Биббер работала в департаменте финансов Юкона. Ван Биббер работала в семейной туристической фирме, развивая туристическую индустрию Юкона. Она также сыграла важную роль в создании Ассоциации культуры и туризма коренных народов Юкона в качестве частного туроператора в 1992 году.
С 2001 по 2005 годы находилась на посту администратора Юкона.
1 июня 2006 года стала коммандором ордена Святого Иоанна Иерусалимского.
Переизбрана на выборах в Юконе в 2021 году.

## Политическая карьера
Ван Биббер объявила о своём намерении выдвинуть свою кандидатуру от Партии Юкона на выборах в Юконе в 2016 году. 7 ноября 2016 года она была избрана в Законодательную ассамблею Юкона.
В настоящее время Ван Биббер является членом Постоянного комитета по уставным документам и Постоянного комитета по назначениям в основные правительственные советы и комитеты. Она также является критиком партийного собрания Юкона в Департаменте образования, отделе по связям с аборигенами исполнительного совета и Департаменте туризма и культуры.

## Награды
В 2006 году награждена орденом Святого Иоанна (командор). В 2016 году Ван Биббер была награждена Орденом Канады — одной из самых высоких гражданских наград Канады —  за «роль в превращении территории в туристическое направление, координируя её туристическую индустрию и расширяя осведомленность о её уникальных культурах коренных народов».
Ван Биббер также является лауреатом Бриллиантовой юбилейной медали королевы.